# Heinemann (édition)
Heinemann  est un groupe éditorial de droit britannique, fondée en 1890. L'une de ses sociétés, Heinemann Education Books, indépendante depuis 1960, a joué un rôle important dans la promotion de la langue africaine contemporaine de langue anglaise par le biais de sa collection African Writers Series.

## Histoire
Fondée par William Heinemann (en) en 1890,  sous le nom de William Heinemann Ltd, la maison d'édition a publié les œuvres de beaucoup d'auteurs notables comme W. Somerset Maugham, J. B. Priestley et Chinua Achebe. À la fin des années 1890, Heinemann et l'éditeur américain Frank Doubleday ont financièrement soutenu Joseph Conrad à ses débuts d'écrivain. Heinemann a été l'éditeur britannique du Nègre du Narcisse en 1897 et du recueil de nouvelles Typhon et autres récits en 1903.
La maison s'est spécialisée aussi dans de nombreuses traductions anglaises et dans le travail de littérature non romanesque comme la Bibliothèque Classique Loeb.
Après avoir été rachetée par Doubleday en 1920, Heinemann a eu un certain nombre de propriétaires. Aujourd'hui, le département d'enseignement britannique appartient à Pearson, les publications commerciales à Random House et l'enseignement des EU appartient à Houghton Mifflin.